# Trận Krithia lần thứ nhất
Trận Krithia lần thứ nhất là một trận đánh trong Chiến dịch Gallipoli của cuộc Chiến tranh thế giới thứ nhất, diễn ra vào ngày 28 tháng 4 năm 1915. Trong trận đánh này, quân đội Đế quốc Ottoman do Đại tá Halil Sami Bey chỉ huy đã đẩy lùi cuộc tiến công thiếu tổ chức của quân đồng minh Anh - Pháp do tướng Aylmer Hunter-Weston chỉ huy, gây thiệt hại nặng nề cho liên quân và buộc họ phải triệt thoái về các chiến hào của mình trong buổi sáng. Đây là cuộc hợp lực đầu tiên của quân đội phe Hiệp Ước nhằm chiếm giữ đồi Achi Baba trong Chiến dịch Gallipoli.
Vào ngày 25 tháng 4 năm 1915, tướng Hunter-Weston của Anh đã đổ bộ lên đỉnh của bán đảo Gallipoli quanh Helles. Tổng chỉ huy liên quân Ngài Ian Hamilton ra lệnh cho Hunter-Weston tiến chiếm ngôi làng Krithia nằm ở phía sau chiến tuyến của quân Thổ cũng như đồi Achi Baba tại đó. Và, vào ngày 28 tháng 4 năm 1915, Hunter-Weston đã mở đầu một trong 3 trận đánh tại Krithia, bằng một cuộc công pháo vừa phải. Quân đội Anh đã tấn công cánh cực tả của quân đội Thổ Nhĩ Kỳ trong khi quân đội Pháp tấn công vào cánh cực hữu. Quân đồng minh dự định tiến theo xương sống của bán đảo và chiếm đoạt Krithia từ đằng sau. Bất chấp những thắng lợi ban đầu, cả hai cuộc tấn công đều bị đánh bật. Thậm chí chiến tuyến của quân Anh ở bên trái cũng đã tan vỡ trong một cuộc tấn công bằng lưỡi lê của quân Thổ, khiến chiến hạm HMS Queen Elizabeth phải tiến hành pháo kích ở ngoài khơi để cứu họ. Mặc dù quân Thổ chỉ có 200 người ở giữa trận tuyến, cuộc tấn công của quân đồng minh ở đây cũng bị bẻ gãy.
Quân Thổ đã cầm cự đủ lâu tại đồi Achi Baba cho đến khi liên quân mệt mỏi, và, nhận thấy tình hình bất lợi, Hunter-Weston đã chấm dứt cuộc tấn công lúc 6 giờ tối ngày hôm đó. Liên quân Anh - Pháp rút lui và mọi thắng lợi ban đầu của họ trong trận Krithia đã trở nên công cốc. 3 ngày sau, Bộ trưởng Bộ Chiến tranh Thổ Nhĩ Kỳ Enver Pasha đã ra lệnh tấn công chiến tuyến phe Hiệp Ước. Các cuộc tấn công của quân Thổ đã thất bại dù gây thiệt hại không nhỏ cho khối Hiệp Ước. Vào ngày 6 tháng 5, liên quân Anh - Pháp mở trận Krithia lần thứ hai và lặp lại sai lầm của thất bại tại Krithia trước đó.